# Geschützter Landschaftsbestandteil Blückenberg

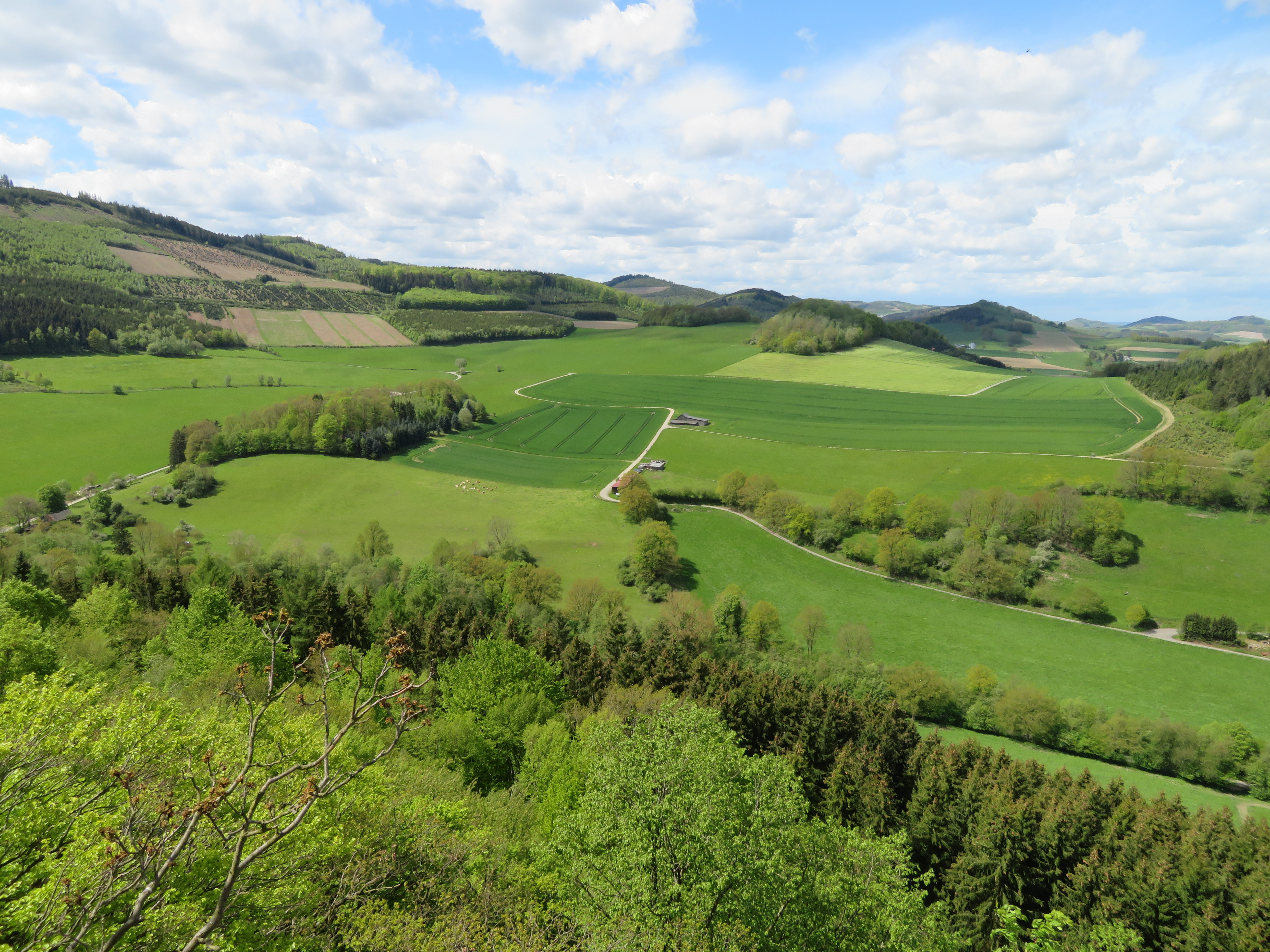
Geschützte Landschaftsbestandteil Blückenberg; Waldinsel im Grünland links

Der Geschützte Landschaftsbestandteil Blückenberg mit 4,05 ha Flächengröße liegt südöstlich von Wallen im Stadtgebiet von Meschede im Hochsauerlandkreis. Das Gebiet wurde 1994 mit dem Landschaftsplan Meschede durch den Kreistag des Hochsauerlandkreises als Geschützter Landschaftsbestandteil (LB) mit einer Flächengröße von 3,7 ha ausgewiesen. 2020 wurde die LB-Fläche vergrößert erneut ausgewiesen. Der Geschützte Landschaftsbestandteil ist umgeben vom Landschaftsschutzgebiet Offenland um Calle und Wallen.

## Beschreibung
Beim LB handelt es sich um eine Waldinsel auf dem Bergrücken des Blückenberges. Die Waldinsel besteht überwiegend aus Buchen. Es gibt viele mehrtriebige Buchen, was auf eine Nutzung als Niederwald hindeutet. Die Waldinsel ist von Grünland und Acker umgeben.
Der Landschaftsplan führte 1994 zum Wert des LB an: „Aufgrund der Bewirtschaftung als Nieder- und Mittelwald weist das Gehölz eine hohe strukturelle Vielfalt auf. Die zentrale Lage des Feldgehölzes innerhalb von Grünlandflächen macht die lokale Bedeutung für den Arten- und Biotopschutz aus.“
Der Landschaftsplan führte 2020 zum Wert des LB an: „Aufgrund ihrer exponierten Lage stellt diese Kleinwaldinsel ein prägendes Landschaftselement und gleichzeitig ein markantes Trittstein- und Inselbiotop in der ‚Caller Schweiz‘ dar, dessen landschaftliche Funktionen durch den vorgenannten LB und drei umliegende NSG ergänzt werden.“

## Schutzgrund, Verbote und Gebote
Der Geschützte Landschaftsbestandteil Blückenberg hat eine besondere Funktion für die Gliederung und Belebung des Landschaftsbildes bzw. des umgebenden Offenlandes. Laut Landschaftsplan kommt solchen Objekten in der Regel eine erhöhte Bedeutung als Bruthabitat für Hecken- und Gebüschbrüter zu. Wie alle LB im Landschaftsplangebiet ist dieses LB durch seinen eigenständigen Charakter deutlich von der sie umgebenden „normalen“ Wald- und Feld-Landschaft zu unterscheiden.
Wie bei allen LB ist es verboten, diese zu beschädigen, auszureißen, auszugraben oder Teile davon abzutrennen oder auf andere Weise in seinem Wachstum oder Erscheinungsbild zu beeinträchtigen. Unberührt ist jedoch die ordnungsgemäße Pflege eines LB.
Das LB soll laut Landschaftsplan „durch geeignete Pflegemaßnahmen erhalten werden, solange der dafür erforderliche Aufwand in Abwägung mit ihrer jeweiligen Bedeutung für Natur und Landschaft gerechtfertigt ist.“